# Perfidia (película)
Perfidia es una película dramática con temática LGBT boliviana de 2009. Estuvo dirigida por Rodrigo Bellot.

## Sinopsis
Un hombre se encierra en una habitación de hotel de Nueva York y recuerda momentos pasados de su vida.

## Reparto
- Gonzalo Valenzuela como Gus
- Levi Freeman como Hombre
- Heidi Schreck como Mujer
- Amanda Mahr
- Becky Lane
- Sarah Rolleston[3]

## Estreno
La película se estrenó en marzo de 2019 en el Festival Internacional de Cine de Miami.